# Mary Ellen Avery
Mary Ellen Avery (Camden, 6 de maio de 1927 – Wellesley, 4 de dezembro de 2011) foi uma pediatra estadunidense. Nos anos 1950, as pesquisas pioneiras de Avery ajudaram a descobrir a principal causa da síndrome da angústia respiratória do recém-nascido (SARRN): sua identificação do surfactante pulmonar levou ao desenvolvimento de uma terapia substitutiva para crianças prematuras e estima-se que 830 mil vidas foram salvas devido a isso. Em 1991, o presidente George W. Bush concedeu-lhe a Medalha Nacional de Ciências por seu trabalho sobre a SARRN.